# Grudzień 2006 w sporcie
Zobacz też: Grudzień 2006 · Zmarli w grudniu 2006 · Grudzień 2006 w Wikinews

## 30 grudnia

### Skoki narciarskie
- Początek Turnieju Czterech Skoczni. Po rozegranych dzień wcześniej kwalifikacjach, konkurs w Oberstdorfie. Adam Małysz zajął trzecie miejsce.

## 14 grudnia

### Łyżwiarstwo figurowe
- Początek trzydniowego Finału Grand Prix w kategorii seniorów. Do imprezy nie zakwalifikował się nikt z Polaków .
- Początek pierwszej części Mistrzostw Polski, rozgrywanych w Oświęcimiu. W dniach 14-17 grudnia rywalizować będą Seniorzy i Juniorzy Młodsi (Novices). Juniorzy i Młodziki, dołączą do walki o medale 5 stycznia w Warszawie.

## 10 grudnia

### Łyżwiarstwo figurowe
- Oficjalnie zakończył się Finał Grand Prix Juniorów. Na podium dominowali Amerykanie, którzy zdobyli w sumie dziewięć medali, w tym – cztery złote, trzy srebrne i dwa brązowe. W zawodach, nie startowali Polacy.

### pływanie
- Dwanaście medali (trzy złote, pięć srebrnych i cztery brązowe) zdobyła reprezentacja Polski w mistrzostwach Europy w pływaniu na krótkim basenie. Polska zajęła piąte miejsce w tabeli medalowej mistrzostw. Na pierwszej pozycji uplasowali się Niemcy z 15 medalami (sześcioma złotymi i srebrnymi oraz trzema brązowymi). (Onet.pl)

## 9 grudnia

### Curling
- Rozpoczęcie się Mistrzostw Europy w Bazylei, które potrwają do 16 grudnia.

### Piłka nożna
- Reprezentacja Polski zremisowała z Reprezentacją Śląska 1:1 w charytatywnym meczu rozegranym w Chorzowie. Całkowity dochód z tego spotkania ma być przeznaczony dla rodzin górników, którzy zginęli w katastrofie w kopalni "Halemba". (PZPN)

## 7 grudnia

### Łyżwiarstwo figurowe
- Początek czterodniowego Finału Grand Prix Juniorów w Sofii. Na liście startowej dominują reprezentanci USA.

## 3 grudnia

### Biathlon
- Puchar Świata w biathlonie
  - Magdalena Gwizdoń zajęła trzecie miejsce w zaliczanym do klasyfikacji PŚ biathlonowym biegu pościgowym na 10 km rozegranym w szwedzkim Oestersund.

### Łyżwiarstwo figurowe
- Trzeci i ostatni dzień zawodów NHK Trophy, będących zarazem ostatnimi przed Finałem zawodami cyklu seniorskiego Grand Prix. Wśród Solistek złoto zdobyła Japonka; Mao Asada, wśród Panów zwyciężył jej rodak; Daisuke Takahashi. W Parach Sportowych wygrali Chińczycy – Shen Xue i Zhao Hongbo, a w Tańcach – Kanadyjczycy; Marie-France Dubreuil i Patrice Lauzon. Zawody pozwoliły na ostateczne wyłonienie sześciu zawodników/duetów, którzy w połowie grudnia wystąpią w Finale Grand Prix – są to, w poszczególnych konkurencjach : Solistki, Soliści, Pary sportowe, Tańce. Pomimo dobrych startów, nie udało się to polskiemu duetowi – Dorota Zagórska i Mariusz Siudek. Zaskoczeniem jest też brak kwalifikacji Amerykanki; Kimmie Meissner, która na minionych Mistrzostwach Świata zdobyła nieoczekiwanie złoty medal.

### Piłka siatkowa
- Mistrzostwa Świata w Piłce Siatkowej Mężczyzn 2006
  - Polacy zostali wicemistrzami świata. W wielkim finale przegrali z reprezentacją Brazylii 0:3. Była to pierwsza porażka biało-czerwonych na tych mistrzostwach. Nagrodę indywidualną MŚ 2006 otrzymał Paweł Zagumny – został wybrany najlepszym rozgrywającym.

Był to dopiero drugi finał mistrzostw świata w historii polskich gier zespołowych. Poprzednio w finale zagrali także siatkarze. Wówczas nasi zawodnicy, w 1974 roku, wywalczyli złoty medal.

### Rajdowe mistrzostwa świata
- Rajd Wielkiej Brytanii 2006
  - W ostatnim tegorocznym rajdzie w ramach Rajdowych Samochodowych Mistrzostw Świata zwyciężył Fin Marcus Grönholm z ponad półtora minutową przewagą nad drugim Austriakiem Manfredem Stohlem. Trzecie miejsce zajął Petter Solberg. Spośród Polaków czterdziesty był Michał Sołowow, a siedemdziesiąty Maciej Oleksowicz. Mistrzostwo Świata wcześniej zapewnił sobie Sébastien Loeb.

### Skoki narciarskie
- Puchar Świata w skokach narciarskich
  - Adam Małysz po skokach na odległość 137,5 m i 127,5 m zajął trzecie miejsce w trzecim konkursie Pucharu Świata, w Lillehammer.

## 2 grudnia

### Piłka siatkowa
- Mistrzostwa Świata w Piłce Siatkowej Mężczyzn 2006
  - Siatkarska reprezentacja Polski mężczyzn pokonała Bułgarię 3:1 (25:20, 26:28, 25:23, 25:23) i po raz pierwszy od 1974 roku awansowała do finału mistrzostw świata, gdzie spotka się z Brazylią.

## 1 grudnia

### Biathlon
- Magdalena Gwizdoń (BLKS Żywiec) zwyciężyła w biegu na 7,5 km biathlonowego Pucharu Świata w szwedzkim Oestersund. To pierwszy w historii triumf w PŚ reprezentantki Polski. Polka wyprzedziła Niemki Kati Wilhelm i Martinę Glagow.